# 九州ひぜん信用金庫

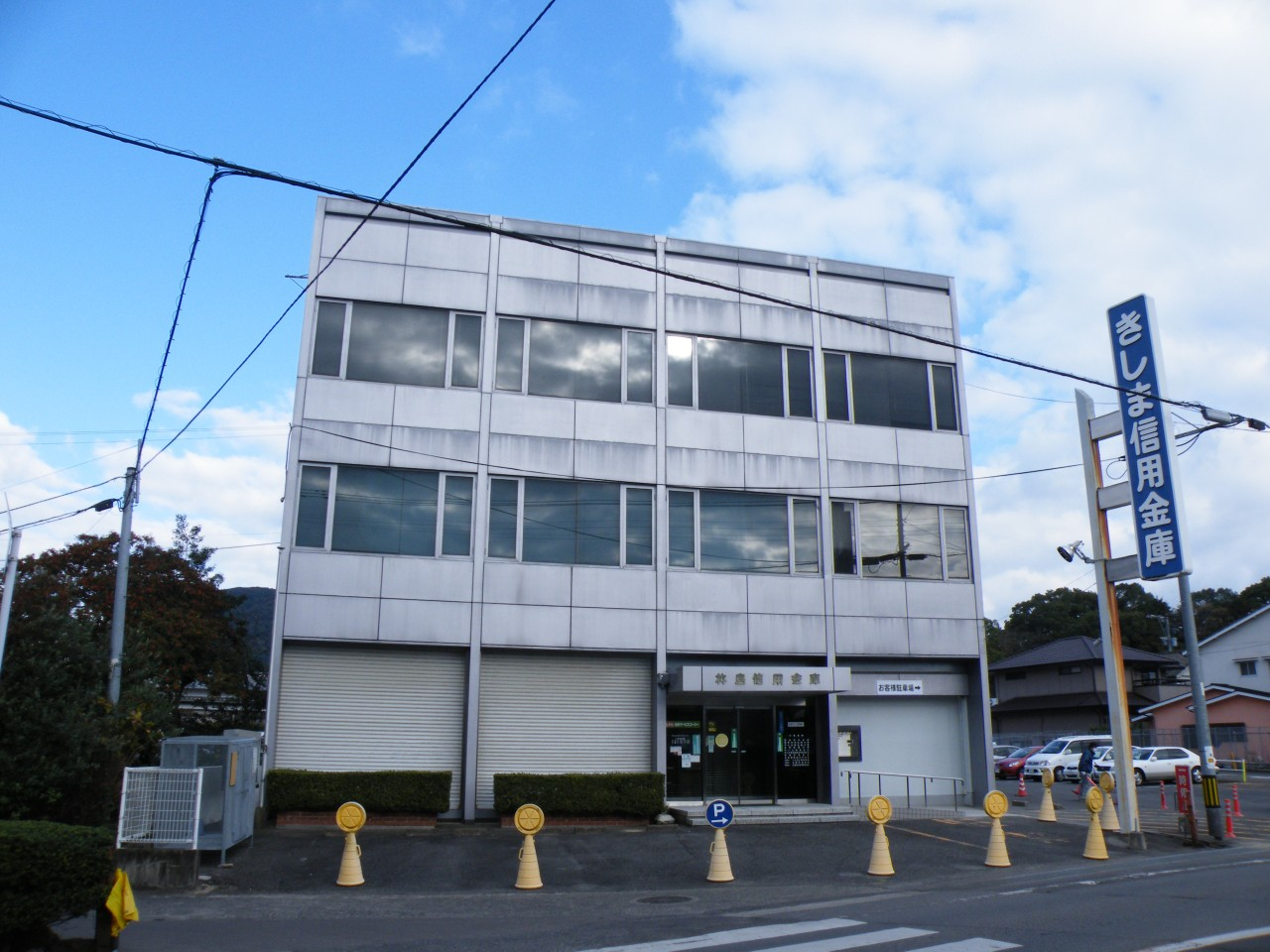
現在は改装され
当行本店となった、
旧・杵島信用金庫本店
（2009年撮影）

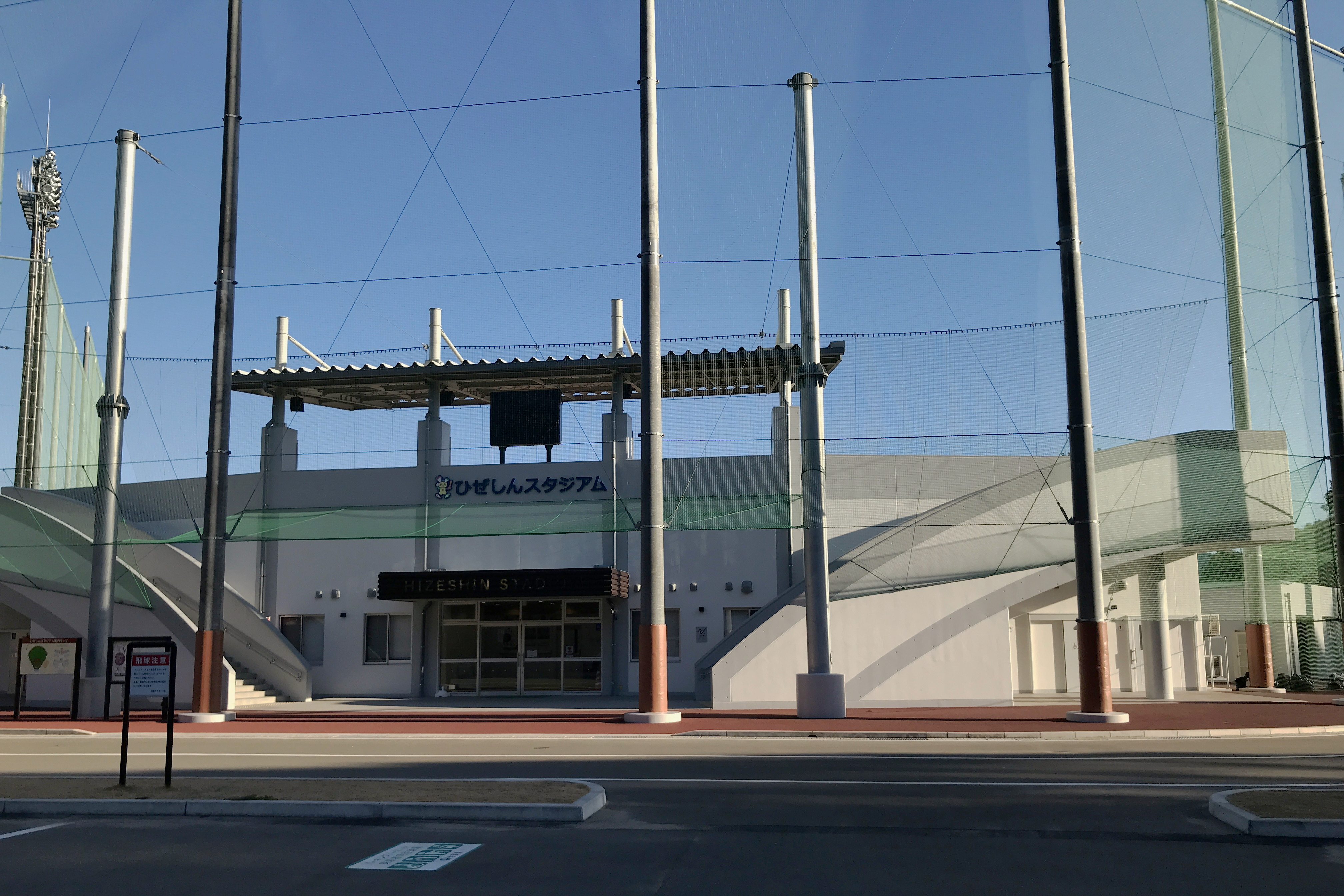
ひぜしんスタジアム

九州ひぜん信用金庫（きゅうしゅうひぜんしんようきんこ）は佐賀県武雄市に本店を置く信用金庫である。
佐賀県のほか、長崎県佐世保市を中心に、大村市や諫早市に店舗、東彼杵郡の出張所に店舗外ATMを構えている。ひぜしんとも呼ばれる。

## 概要
2010年2月15日に佐賀県武雄市に本店を置いていた杵島信用金庫（きしましんようきんこ）と長崎県佐世保市に本店を置いていた西九州信用金庫（にしきゅうしゅうしんようきんこ）が合併。県境を越えた信用金庫の合併は九州地区では初、全国でも珍しいケースである。
元々、杵島信用金庫は武雄市に本店があり、一方の西九州信用金庫は佐世保市に本店を構えていた。両信用金庫の合併で相互補完され、佐賀県と長崎県北部をカバーするようになったが、営業エリアの重複が無く、杵島信用金庫・西九州信用金庫の既存店舗・従業員をすべて引き継いだ為、預金量1,175億円（2010年1月末現在）を抱える佐賀・長崎両県で1位の規模となる信用金庫が誕生した。
合併後の統一金融機関コードは旧・杵島信用金庫のコードがそのまま引き継がれる。また、旧・西九州信用金庫の本店は「佐世保営業部」に改称された。この「佐世保営業部」は2016年に建て替えられ、2017年1月に新築オープンされている。
また、発足当初長崎県内のみの展開だった出張所（店舗外ATM）に関しても、佐賀県内にも設置されるようになった。

## 沿革
- 1951年（昭和26年）4月 - 杵島郡大町町にて「大町信用組合」として設立
- 1952年（昭和27年）9月 -  武雄信用組合と合併して「杵島信用組合」となる
- 1953年（昭和28年）4月 - 信用金庫法に基づき、「杵島信用金庫」となる
- 1963年（昭和38年）1月 - 本店を武雄市へ移転する
- 2010年（平成22年）2月 - 西九州信用金庫（長崎県佐世保市）と合併し、『九州ひぜん信用金庫[3]』に改称
- 2016年（平成28年）2月 - 佐世保営業部（旧 西九州信用金庫 本店）が店舗建て替えに伴い、本島支店へ一時移転[4]。
- 2017年（平成29年）1月 - 佐世保営業部が建て替えを終えて以前の場所に戻り、新築オープン[5]。
- 2020年（令和2年）12月 - 株式会社日立ハイテクとビジネスマッチング契約を締結[6]。
- 2022年（令和4年）
  - 1月 - 長崎県大村市の西大村支店が営業終了（2月営業終了）するのに先立ち、マックスバリュ大村諏訪店内に大村市内で初となる店舗外ATMを開設[7]。
  - 7月 - 武雄市東川登町の新設野球場・武雄市民球場の命名権を取得し、愛称を「ひぜしんスタジアム」とする。使用期間は2032年までの10年間[8]。
- 2025年（令和7年）
  - 2月 - 宮野町支店を同月25日付で本店営業部へ統合（以降は店舗外ATMして継続）。

## 店舗・ATM
最新の情報や詳細はを参照。
- 店舗
  - 佐賀県
    - 武雄市 : 本店営業部、北方支店、山内支店
    - 嬉野市 : 嬉野支店
    - 鹿島市 : 鹿島支店
    - 杵島郡 : 大町支店、白石支店

  - 長崎県
    - 佐世保市 : 佐世保営業部、本島支店、大宮支店、俵町支店、大野支店、相浦支店、早岐支店
    - 大村市 : 大村支店、竹松支店
    - 諫早市 : 諫早支店
- ATM
  - 佐賀県
    - 武雄市：武雄市役所出張所

  - 長崎県
    - 佐世保市 : イオン大塔店出張所
    - 大村市 : マックスバリュ大村諏訪店出張所
    - 東彼杵郡 : 川棚出張所